# Campo Grande AC
Campo Grande AC is een Braziliaanse voetbalclub uit de wijk Campo Grande in Rio de Janeiro. De club speelde 30 seizoenen in de hoogste klasse van de staatscompetitie en is daarmee de twaalfde club van de stad.

## Geschiedenis
De club werd opgericht in 1940. In 1962 werd de club toegelaten tot de hoogste klasse van het Campeonato Carioca. Na drie seizoenen werd de club slachtoffer van een competitiehervorming. Het aantal clubs werd teruggebracht naar acht clubs. Na één seizoen werd dit aantal weer uitgebreid en de club speelde nu onafgebroken in de hoogste klasse tot 1984. De club speelde in de schaduw van de succesvollere stadsrivalen. In 1978 werd het vernieuwd stadion ingewijd voor 15311 bezoekers in een wedstrijd tegen Flamengo. In 1979 mocht de club aantreden in de nationale Série A en bereikte daar de tweede ronde. De volgende drie seizoenen trad de club aan in de Série B.
in 1982 werd de club zesde in de staatscompetitie, de beste notering tot dan toe. In de Série B overleefden ze twee keer de groepsfase. In de knock-outfase werden Goiás, Ríver en Uberaba verslagen op weg naar de finale tegen CSA. Na een 4-3 nederlaag en een 2-1 overwinning werd er een derde, beslissende wedstrijd gespeeld voor meer dan 15.000 toeschouwers. Campo Grande won met 3-0 en werd zo kampioen. Het volgende seizoen traden ze opnieuw aan in de Série A en bereikten daar de tweede ronde. Het volgende jaar in de Série B werd de club meteen uitgeschakeld. In de staatscompetitie eindigde de club op een degradatieplaats.
Het volgende seizoen werd de club kampioen in de tweede klasse. Na twee seizoenen degradeerde de club weer omdat het aantal teams van 14 naar 12 werd teruggebracht en er daardoor vier teams degradeerden. In 1990 keerde de club terug. In 1991 werden ze vijfde. In 1993 werd de competitie opnieuw hervormd en er degradeerden tien clubs, maar deze keer kon Campo Grande zich redden. Twee jaar later volgde echter opnieuw een degradatie. Ook in de nationale Série C had de club de afgelopen jaren geen potten kunnen breken. Ook in 1997 en 1998 nam de club deel aan de Série C, hoewel ze in de tweede klasse van de staatscompetitie speelden. In 1998 verloren ze ook de finale om de titel van Cabofriense. De volgende twee seizoenen speelde de club geen rol van betenis. In 2001 trok de club zich terug uit de competitie. Ze keerden wel terug in 2002 en in 2003 zakten ze voor het eerst naar de derde klasse. De club keerde nog eenmalig terug naar de tweede klasse in 2006 en 2009. In 2012 trok de club zich opnieuw terug uit de competitie en keerde een jaar later terug. Ook in 2015 en 2016 speelde de club geen competitievoetbal.
In 2017 werd de Série C heringevoerd als vierde profklasse van de staatscompetitie. Ook Campo Grande keerde zo terug. In 2018 bereikte de club de halve finale om de titel. In 2019 kon de club promotie afdwingen. Na drie seizoenen degradeerde de club terug. Na een middelmatig seizoen werd de club in 2024 overtuigend kampioen. 

## Erelijst
Série B
1982
Campeonato Carioca Série A2
1985
Campeonato Carioca Série B2
2024

## Bekende ex-spelers
- Roberto Dinamite
- Dadá Maravilha
- Luisinho das Arábias